# Give One Get One
Give One Get One (рус. дай один, получи один), также G1G1, — инициатива организации One Laptop per Child, призвана увеличить выпуск и распространение ноутбуков XO-1 для бедных стран.
G1G1 предусматривает, что человек, жертвующий средства на 1 ноутбук XO-1, получает два ноутбука: один для себя, другой — направляется стране-участнице программы.
Первая программа G1G1 проходила с ноября по 31 декабря 2007 года, получить ноутбук за участие в ней могли только жители США и Канады. В ноябре 2008 года программу возобновили, она продолжалась до 31 декабря 2008 года и распространялась на жителей стран-членов ЕС, Швейцарии, России и Турции. В 2009 году программа «Give One Get One» не проводилась.
Сейчас программа завершена. На Amazon.com можно только пожертвовать средства на один или несколько ноутбуков, которые будут направлены странам-участницам, получить его самому нельзя. Также возможно прямое пожертвование с помощью кредитной карты, платежной системы PayPal или пожертвовав свой бывший в употреблении автомобиль.